# 薮田安彦
薮田 安彦（やぶた やすひこ、本名：藪田 安彦〈読み同じ〉、1973年6月19日 - ）は、大阪府岸和田市出身の元プロ野球選手（投手）、野球解説者。

## 概要
投手として千葉ロッテマリーンズでは1度のリーグ優勝、2度の日本シリーズ優勝に貢献している。個人ではNPBで合計1個のタイトルを獲得している。
元メジャーリーガーで、MLBではカンザスシティ・ロイヤルズに所属していた。
日本代表では1度のWBC優勝に貢献。

## 経歴

### プロ入り前
上宮高校時代は主に控え投手で、1年夏に甲子園ベンチ入りしたが、その後は1つ後輩の西浦克拓などの影に隠れて目立つ存在ではなかった。高校時代の同期に中村豊と市原圭、1学年下には西浦のほかに黒田博樹、筒井壮がいる。
新日本製鐵広畑に進み、球速、変化球に磨きをかける。1995年、日本選手権初戦で完投勝利など全試合先発してベスト8。同僚に同学年の三井浩二、塩崎真がいた。
ドラフトで千葉ロッテマリーンズに2位で指名され入団。

### ロッテ時代
1996年は先発として起用され、完封勝利も達成。だが最終成績は4勝6敗だった。
1997年には規定投球回に到達したが、5勝9敗と勝ち星を伸ばすことはできなかった。
1998年は2勝9敗、防御率4.84とさらに調子を落とした。
1999年は5勝を挙げるも完全復活とはならなかった。
2000年はわずか2試合しか登板できず、プロ入り初の未勝利でシーズンを終えた。
2001年は先発だけでなく、中継ぎでも起用されるなど27試合に登板した。防御率は3点台後半と安定感は今ひとつだった。
2002年は3試合しか登板できず、1勝に終わった。
2003年は5勝6敗、防御率5.90でシーズンを終えた。
2004年に中継ぎへ転向。ブライアン・シコースキーの退団で右のリリーフが手薄になっていたこともあり、この年リーグ最多の66試合に登板。先発時代は140km/hそこそこだった球速が中継ぎに転向してからは150km/h近くを計測するようになった。また、防御率も9年目で初の2点台となる2.79の数字を残し復帰間もない時期のボビー・バレンタイン監督の期待に応えた。同年のチームは終盤プレーオフ争いを演じ、4位に終わりプレーオフ進出はならなかったものの、翌年2005年以降の人気急上昇の礎を築く年にもなった。
2005年、前半戦では同年から開始のセ・パ交流戦優勝に貢献し中継ぎ投手部門のファン投票1位により、プロ10年目でオールスターに初出場。チーム最多の51試合に登板し、31年振りの優勝と日本一に貢献。藤田宗一、小林雅英とのロッテの勝利の方程式はYFKと称された。プレーオフと日本シリーズでは合わせて8試合に登板し、全ての試合で1イニング無失点に抑えた。更に2005年のアジアシリーズ制覇にも貢献。
2006年開幕前の3月に開催された第1回ワールド・ベースボール・クラシック(WBC)の日本代表に選出された。アメリカ合衆国戦では窮地の場面でアレックス・ロドリゲスを三振に取ると、ボブ・デービッドソンによるタッチアップの誤審があった次の回という苦しい場面でデレク・リー、ジョニー・デイモンから三振を奪うなど完璧な投球を披露した。最終的に同大会では中継ぎとして4試合に登板し（4回1/3を投げて自責点1）日本チームの優勝に貢献。一方シーズンでは右肩痛や右胸痛もあったが47試合に登板し、防御率2点台を記録した。
2007年は58試合に登板し、4勝6敗4S、防御率2.73。38ホールドで自身初のタイトル最優秀中継ぎ投手を獲得した。小林雅不在の終盤戦には守護神としても活躍した。一方延長戦などの接戦では打ち込まれることも多かった。この年のリリーフ陣は抑えの小林雅英は27セーブを挙げるも安定感を欠き、防御率が3.61と不振だった。オフには団野村を代理人とし、海外FA権を行使した。

### ロイヤルズ時代
2007年11月28日にカンザスシティ・ロイヤルズと総額600万ドルの2年契約を結んだ（2008年250万ドル＋2009年300万ドル、オプションとして3年目　延長が破棄された場合には違約金50万ドル）。
2008年は26試合に登板して防御率5.46、マイナーでも12試合で防御率5.40と結果が残せず、8月2日にDFAとなり40人枠から外されたが、1ヶ月で再昇格。しかし11月4日に再度降格となった。オフにはFAで他球団移籍も可能だったがマイナー行きを受け入れた。
2009年はスプリングトレーニングに招待選手として参加。しかしオープン戦7試合に登板するも12安打8失点と結果を残せず、3月22日にマイナー行きを通告された。AAA級オマハで26試合に登板し2勝1敗、防御率3.55。8月24日、この年初のメジャー昇格を果たした。オフにはロイヤルズが選択権を行使せず自由契約となった。

### ロッテ復帰

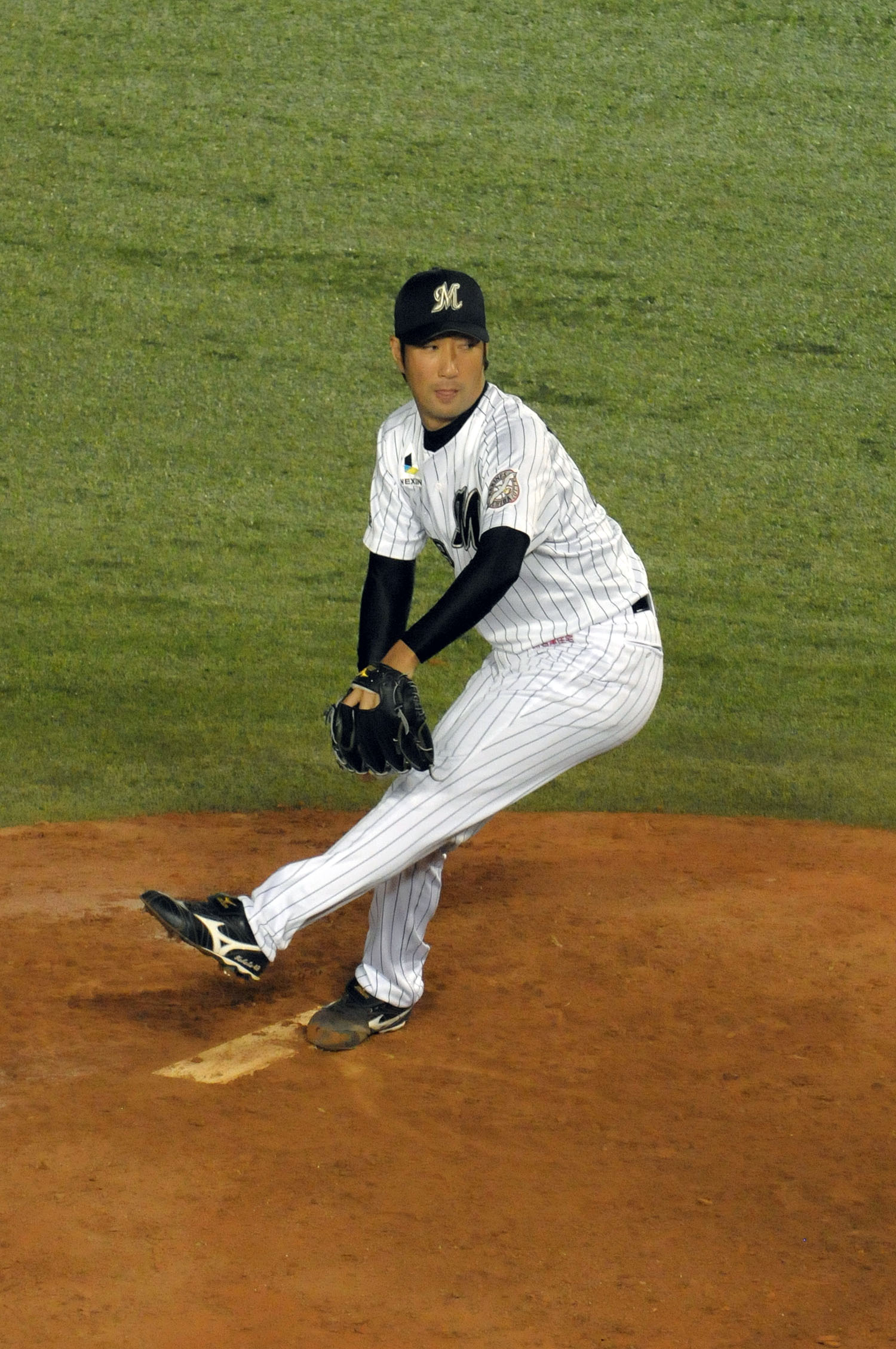
2011年8月6日、QVCマリンフィールドにて

2009年11月23日に千葉ロッテマリーンズへ復帰し、11月28日に入団会見が行われ背番号は49に決まった。翌年3月9日には登録名の姓を本名の「藪田」から略字を使った「薮田」に変更している。

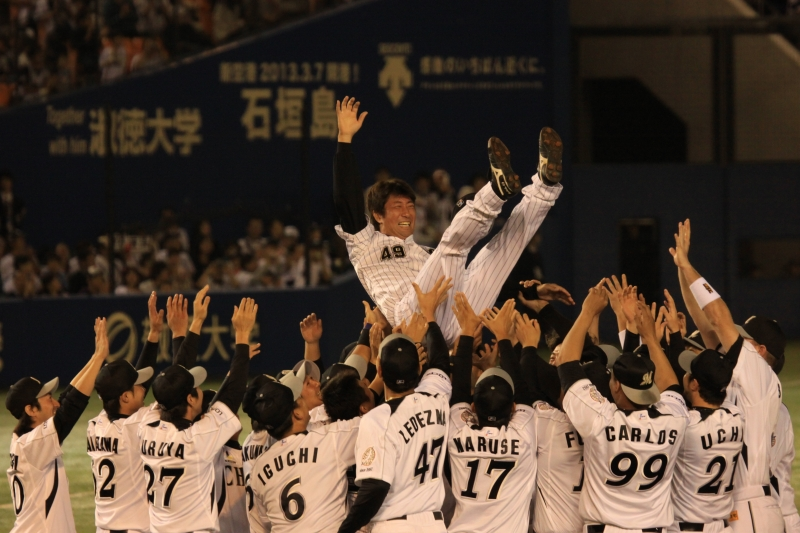
2013年10月6日QVCマリンフィールド 引退セレモニー

2010年は開幕当初は抑えに起用予定の小林宏之が故障で出遅れたため、暫定的に抑えを任されたが、小林の復帰後はセットアッパーとなり、小林は一軍昇格後に抑えを任された。自身もシーズンを通して活躍。特にクライマックスシリーズから日本シリーズでは7試合に登板して10イニングで自責点0と際立った活躍を見せた。チームはペナントレースこそ3位に終わったが、2005年以来のクライマックスシリーズで勝利し、日本シリーズ進出となり、日本一に輝いた。更に11月13日東京ドームでのSKワイバーンズとの日韓クラブチャンピオンシップでは西村徳文新監督に2番手で起用されホールド記録し勝利に貢献。
2011年は小林宏の移籍に伴い自身初のシーズンを通してのクローザーの役目を任される。防御率・WHIPは高水準を記録し、ブラウンセーブは2回、31セーブを記録するなど自身の役割を充分に全うしたシーズンとなった。一方チームは最下位に沈んだ。
2012年も昨シーズンに引き続きクローザーを務めた。8月30日に通算1000投球回数達成。「正直、ここまでこられるとは思っていませんでした」と謙虚にコメントした。しかし、僅差や同点の場面で打ち込まれるパターンが多く、61試合に登板して26セーブをマークしたが、1勝6敗、防御率3.34、救援失敗数は両リーグ最多タイの8度と不本意なシーズンとなってしまった。チームも前半戦は首位に立ったが、後半戦で一気に失速し、10月3日のオリックス・バファローズ戦でアーロム・バルディリスにサヨナラ適時打を浴び、5位に終わった。
2013年は右肩痛からの回復を目指し二軍でリハビリを続けていたが一軍での登板がなく、9月29日に現役引退を発表した。10月6日の本拠地最終戦となった対オリックス戦の試合後に、同じく今季限りでの現役引退を表明した小野晋吾と共に引退セレモニーを行い、マウンドに立ち打席に立ったサブローに対し三球三振に打ち取り、ファンへの挨拶の後ナインに胴上げされ、グラウンドを1周した。

### 引退後
2014年からはFOX SPORTS ジャパン『BASEBALL CENTER』と千葉テレビ放送『マリーンズナイター』にて野球解説者として活動する。
また、同年からTBSラジオでも解説も務めるが、原則として関東圏外への裏送り中継を専門とした担当となるため、TBSラジオの公式サイトの解説者一覧には記名されていない。ただし、2015年6月12日の「ロッテ対巨人」にて、TBSラジオの本放送（TBSラジオ エキサイトベースボール）を初めて担当する（田淵幸一とのダブル解説）。2016年からはテレビ東京の野球解説者も務める。2017年からはHBCラジオの野球解説者を務める。
2018年からは関東学院大学の投手コーチに就任。また、TBSラジオの野球中継撤退に伴い、ニッポン放送及び文化放送の制作によるRKBラジオ・HBCラジオへの裏送り中継で解説を務める。
2025年から東芝野球部のエグゼクティブ・アドバイザーに就任。

## 選手としての特徴

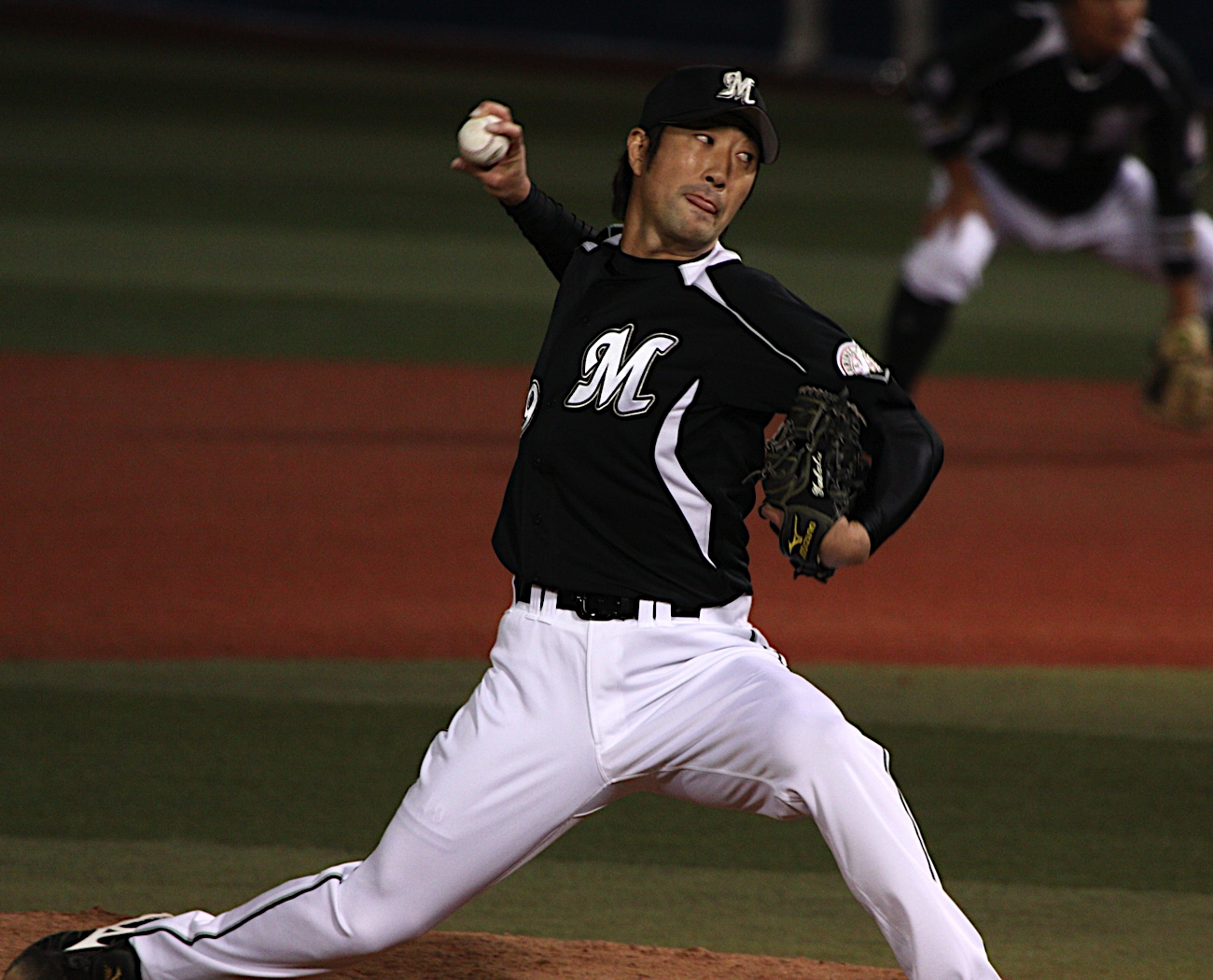
藪田の投球フォーム（2010年）

ストレートの平均球速は約142km/h。最高球速はMLB時代の2009年に記録した94.6mph（約152km/h）。日本球界復帰後も150km/h台をマークしていた。
130km/h前後のフォークと、110km/h台のチェンジアップの使い分けに長けており、カウントを稼ぐ球としても決め球としても使える。

## 人物
父親は、尾崎行雄を擁した浪商高校の1961年の夏の甲子園優勝時のメンバーであり、近大、電電近畿でプレー。上宮高校時代は同級生であった中村豊の家に居候していた。
新人時代、オリックスに在籍していたイチローに死球を当て、イチローが怒ったことがある。イチローは、当てたピッチャーが笑っていたでしょうとその理由を述べたが、後に薮田は「僕は笑ってなくても笑っているように見えるから。」と明かした。
登板時のテーマ曲はガンズ・アンド・ローゼズの『ウェルカム・トゥ・ザ・ジャングル』である。かつては AC/DCの『T.N.T.』が使われていた。

## 詳細情報

### 年度別投手成績
| 年 度     | 球 団     | 登 板 | 先 発 | 完 投 | 完 封 | 無 四 球 | 勝 利 | 敗 戦 | セ 丨 ブ | ホ 丨 ル ド | 勝 率 | 打 者 | 投 球 回 | 被 安 打 | 被 本 塁 打 | 与 四 球 | 敬 遠 | 与 死 球 | 奪 三 振 | 暴 投 | ボ 丨 ク | 失 点 | 自 責 点 | 防 御 率 | W H I P |
| --------- | --------- | ----- | ----- | ----- | ----- | -------- | ----- | ----- | -------- | ----------- | ----- | ----- | -------- | -------- | ----------- | -------- | ----- | -------- | -------- | ----- | -------- | ----- | -------- | -------- | ------- |
| 1996      | ロッテ    | 18    | 11    | 1     | 1     | 1        | 4     | 6     | 0        | --          | .400  | 376   | 92.0     | 79       | 8           | 29       | 0     | 3        | 58       | 5     | 0        | 39    | 37       | 3.62     | 1.17    |
| 1997      | ロッテ    | 25    | 24    | 4     | 0     | 0        | 5     | 9     | 0        | --          | .357  | 621   | 146.1    | 144      | 16          | 48       | 2     | 2        | 74       | 7     | 2        | 69    | 64       | 3.94     | 1.31    |
| 1998      | ロッテ    | 17    | 16    | 2     | 0     | 0        | 2     | 9     | 0        | --          | .182  | 448   | 100.1    | 123      | 15          | 40       | 1     | 1        | 45       | 8     | 6        | 61    | 54       | 4.84     | 1.62    |
| 1999      | ロッテ    | 12    | 10    | 0     | 0     | 0        | 5     | 4     | 0        | --          | .556  | 260   | 57.0     | 68       | 9           | 30       | 0     | 2        | 33       | 3     | 1        | 33    | 31       | 4.89     | 1.72    |
| 2000      | ロッテ    | 2     | 2     | 0     | 0     | 0        | 0     | 1     | 0        | --          | .000  | 31    | 6.2      | 9        | 3           | 2        | 0     | 0        | 3        | 0     | 0        | 10    | 10       | 13.50    | 1.65    |
| 2001      | ロッテ    | 27    | 13    | 0     | 0     | 0        | 4     | 6     | 0        | --          | .400  | 414   | 97.1     | 94       | 15          | 40       | 1     | 3        | 70       | 4     | 0        | 46    | 42       | 3.88     | 1.38    |
| 2002      | ロッテ    | 3     | 3     | 0     | 0     | 0        | 1     | 2     | 0        | --          | .333  | 52    | 11.1     | 16       | 4           | 4        | 0     | 0        | 8        | 0     | 0        | 11    | 11       | 8.74     | 1.76    |
| 2003      | ロッテ    | 17    | 13    | 0     | 0     | 0        | 5     | 6     | 0        | --          | .455  | 304   | 68.2     | 74       | 12          | 27       | 1     | 2        | 44       | 3     | 0        | 45    | 45       | 5.90     | 1.47    |
| 2004      | ロッテ    | 66    | 1     | 0     | 0     | 0        | 3     | 4     | 2        | --          | .429  | 328   | 77.1     | 62       | 4           | 34       | 4     | 3        | 71       | 2     | 1        | 26    | 24       | 2.79     | 1.24    |
| 2005      | ロッテ    | 51    | 0     | 0     | 0     | 0        | 7     | 4     | 2        | 19          | .636  | 220   | 55.2     | 42       | 7           | 13       | 1     | 2        | 54       | 1     | 0        | 20    | 19       | 3.07     | 0.99    |
| 2006      | ロッテ    | 47    | 0     | 0     | 0     | 0        | 4     | 2     | 1        | 18          | .667  | 232   | 55.0     | 43       | 3           | 26       | 4     | 0        | 48       | 0     | 0        | 19    | 16       | 2.62     | 1.25    |
| 2007      | ロッテ    | 58    | 0     | 0     | 0     | 0        | 4     | 6     | 4        | 34          | .400  | 264   | 62.2     | 64       | 5           | 10       | 2     | 2        | 45       | 1     | 0        | 21    | 19       | 2.73     | 1.18    |
| 2008      | KC        | 31    | 0     | 0     | 0     | 0        | 1     | 3     | 0        | 0           | .250  | 168   | 37.2     | 41       | 6           | 17       | 0     | 0        | 25       | 1     | 0        | 21    | 20       | 4.78     | 1.54    |
| 2009      | KC        | 12    | 0     | 0     | 0     | 0        | 2     | 1     | 0        | 0           | .667  | 77    | 14.0     | 29       | 3           | 7        | 0     | 0        | 9        | 4     | 0        | 21    | 21       | 13.50    | 2.57    |
| 2010      | ロッテ    | 63    | 0     | 0     | 0     | 0        | 2     | 5     | 1        | 28          | .286  | 277   | 65.2     | 59       | 9           | 22       | 0     | 3        | 57       | 2     | 0        | 26    | 23       | 3.15     | 1.23    |
| 2011      | ロッテ    | 53    | 0     | 0     | 0     | 0        | 1     | 2     | 31       | 5           | .333  | 217   | 56.2     | 38       | 4           | 13       | 1     | 0        | 57       | 1     | 0        | 11    | 11       | 1.75     | 0.90    |
| 2012      | ロッテ    | 61    | 0     | 0     | 0     | 0        | 1     | 6     | 26       | 8           | .143  | 250   | 56.2     | 58       | 4           | 22       | 6     | 3        | 43       | 0     | 0        | 22    | 21       | 3.34     | 1.41    |
| NPB：15年 | NPB：15年 | 520   | 93    | 7     | 1     | 1        | 48    | 72    | 67       | 112         | .400  | 4294  | 1009.1   | 973      | 118         | 360      | 23    | 26       | 710      | 37    | 10       | 459   | 427      | 3.81     | 1.32    |
| MLB：2年  | MLB：2年  | 43    | 0     | 0     | 0     | 0        | 3     | 4     | 0        | 0           | .429  | 245   | 51.2     | 70       | 9           | 24       | 0     | 0        | 34       | 5     | 0        | 42    | 41       | 7.14     | 1.82    |

- 各年度の太字はリーグ最高

### WBCでの投手成績
| 年 度 | 代 表 | 登 板 | 先 発 | 勝 利 | 敗 戦 | セ ｜ ブ | 打 者 | 投 球 回 | 被 安 打 | 被 本 塁 打 | 与 四 球 | 敬 遠 | 与 死 球 | 奪 三 振 | 暴 投 | ボ ｜ ク | 失 点 | 自 責 点 | 防 御 率 |
| ----- | ----- | ----- | ----- | ----- | ----- | -------- | ----- | -------- | -------- | ----------- | -------- | ----- | -------- | -------- | ----- | -------- | ----- | -------- | -------- |
| 2006  | 日本  | 4     | 0     | 0     | 0     | 0        | 16    | 4.1      | 2        | 1           | 0        | 0     | 1        | 5        | 0     | 0        | 1     | 1        | 2.08     |

### タイトル
- 最優秀中継ぎ投手：1回（2007年）

### 表彰
- JA全農Go・Go賞（救援賞：2011年7月）
- 千葉市市民栄誉賞（2006年）

### 記録
- オールスターゲーム出場：2回（2005年・ファン投票、2007年・監督推薦）

初記録
- 初登板：1996年5月31日、対オリックス・ブルーウェーブ9回戦（グリーンスタジアム神戸）、3回裏に2番手として救援登板、4回1失点
- 初奪三振：同上、3回裏に小川博文から
- 初先発：1996年6月20日、対西武ライオンズ12回戦（千葉マリンスタジアム）、5回0/3を2失点
- 初勝利・初先発勝利：1996年7月16日、対オリックス・ブルーウェーブ16回戦（千葉マリンスタジアム）、8回1/3を無失点
- 初完投勝利・初完封勝利：1996年7月30日、対近鉄バファローズ14回戦（藤井寺球場）
- 初セーブ：2004年8月10日、対大阪近鉄バファローズ20回戦（千葉マリンスタジアム）、9回表に5番手として救援登板・完了、1回無失点
- 初ホールド：2005年4月19日、対北海道日本ハムファイターズ5回戦（札幌ドーム）、8回裏に2番手として救援登板、1回無失点

節目の記録
- 500試合登板：2012年8月4日、対オリックス・バファローズ13回戦（京セラドーム大阪）、7回裏1死に4番手として救援登板、2/3回無失点　※史上88人目
- 1000投球回数：2012年8月30日、対東北楽天ゴールデンイーグルス19回戦（QVCマリンフィールド）、9回表2死目に聖澤諒を左飛で達成　※史上329人目

### 背番号
- 20 （1996年 - 2007年）
- 27 （2008年）
- 57 （2009年）
- 49 （2010年 - 2013年）

### 登録名
- 藪田 安彦 （やぶた やすひこ、1996年 - 2007年）
- 薮田 安彦 （やぶた やすひこ、2010年 - 2013年）

### 代表歴
- 2006 ワールド・ベースボール・クラシック日本代表